# Look

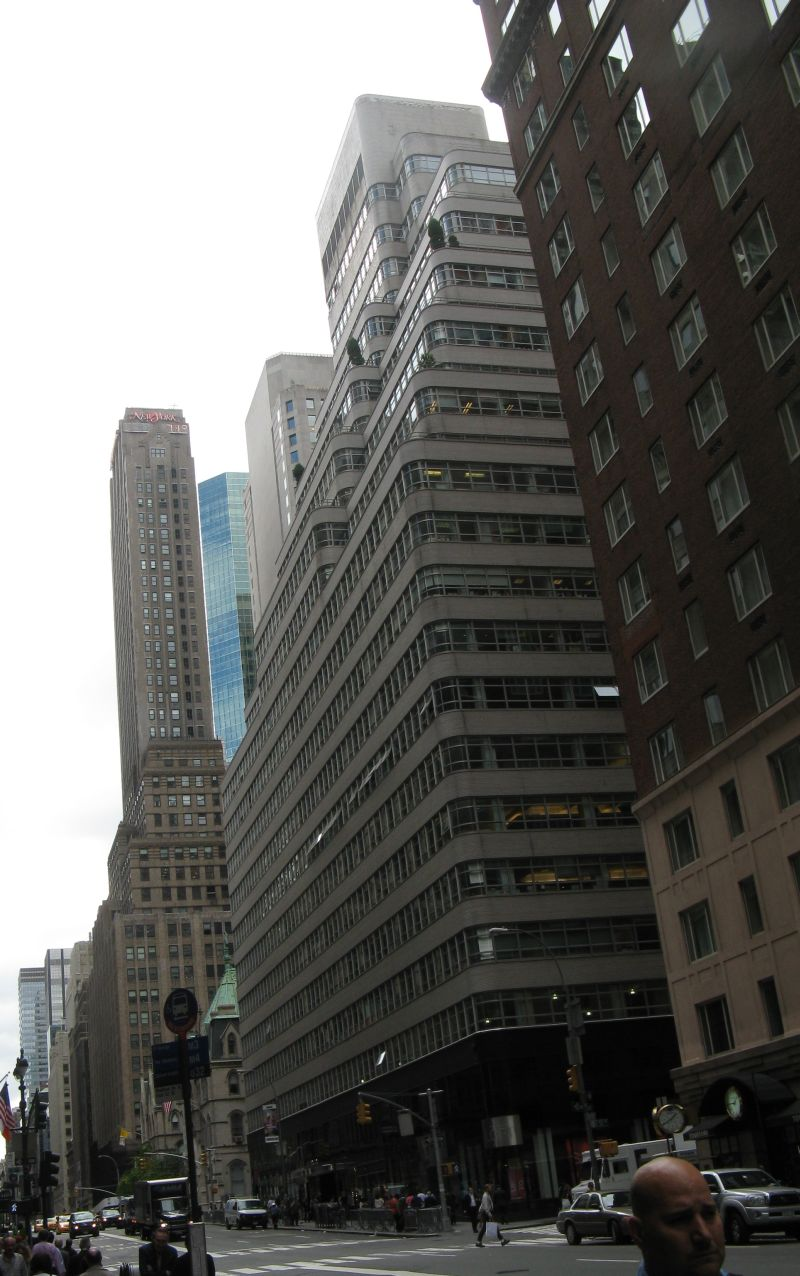
Budova magazínu Look na Madison Avenue, New York

Look byl čtrnáctideník publikovaný v Des Moines ve státě Iowa od roku 1937 do 1971, s velkým zaměřením na fotografie ilustrující články. Velký rozměr stránky, který byl od 28 do 35 centimetrů, byl zaveden časopisem Life, který byl vydáván teprve o několik měsíců dříve a skončil v roce 1972. Ve své době měl časopis nezanedbatelné místo v historii fotožurnalistiky za svůj významný přínos v publikování obrazových zpráv.

## Fotografové

### Stanley Kubrick
Stanley Kubrick byl zaměstnaným fotografem v magazínu Look ještě před začátkem jeho filmové kariéry. Kubrick je autorem více než tří set fotografických zakázek od roku 1946 do roku 1951 a více než sto jich je uloženo ve sbírce Library of Congress. Všechny práce s nimiž byl spojen, byly katalogizovány s popisky zaměřenými na fotografie, které byly otištěny. Další související materiál je uložen v Museum of the City of New York.

### Stanley Tretick
Stanley Tretick pracoval pro Look od roku 1961, když jej prezident Kennedy požádal, aby si našel práci, díky které jeho snímky budou mít velký dosah. V důsledku toho se stal Tretick známý fotografiemi prezidenta Kennedyho s jeho dětmi. Ačkoli prezidentova manželka Jacqueline bojovala za to, aby ochránila mladou Carolinu a Johna juniora před velkou popularitou. Kennedy však věděl, že pro dobré vztahy s veřejností mají fotografie zobrazující jeho mladou rodinu velkou hodnotu. Podle Philipa Brookmana z Corcoranovy galerie umění:
[Tretickovy] fotografie [Kennedyho] publikované v magazínu Look v letech 1961 - 1964 pomáhaly definovat americkou rodinu na počátku šedesátých let a propůjčovaly Kennedymu roztomilou důvěryhodnost, která velmi přispěla k jeho popularitě. Obálka časopisu Look z roku 1962 zobrazuje Kennedyho, který veze svou neteř a synovce v golfovém vozíku v rodinném areálu v Hyannis Portu. Snímek je podobný vlasteneckým ilustrativním obrazům Normana Rockwella, které často zdobily obálky Saturday Evening Post. Tretickovo nezvyklé chápání symbolické hodnoty takových obrazů mu umožnilo zaměřit se na malé humanistické momenty v moci a politice Washingtonu.

V říjnu 1963 Tretick pořídil svou nejslavnější fotografii pro článek o prezidentovi a jeho synovi. Zatímco Jacqueline Kennedyová byla v zahraničí, Tretick měl dovoleno se připojit k otci a synovi při jejich procházkách po chodbách Bílého domu a hraní v Oválné pracovně. Fotografie momentu, kdy John junior vykukoval z pod pracovního stolu prezidenta, zatímco Kennedy seděl vzadu. Když byl Kennedy zavražděn 22. listopadu 1963, tyto fotografie byly na většině novinových stáncích a pomáhaly vytvořit trvalé vzpomínky na Johna F. Kennedyho.

## Galerie
Fotografie pro Look od Stanleyho Cubricka

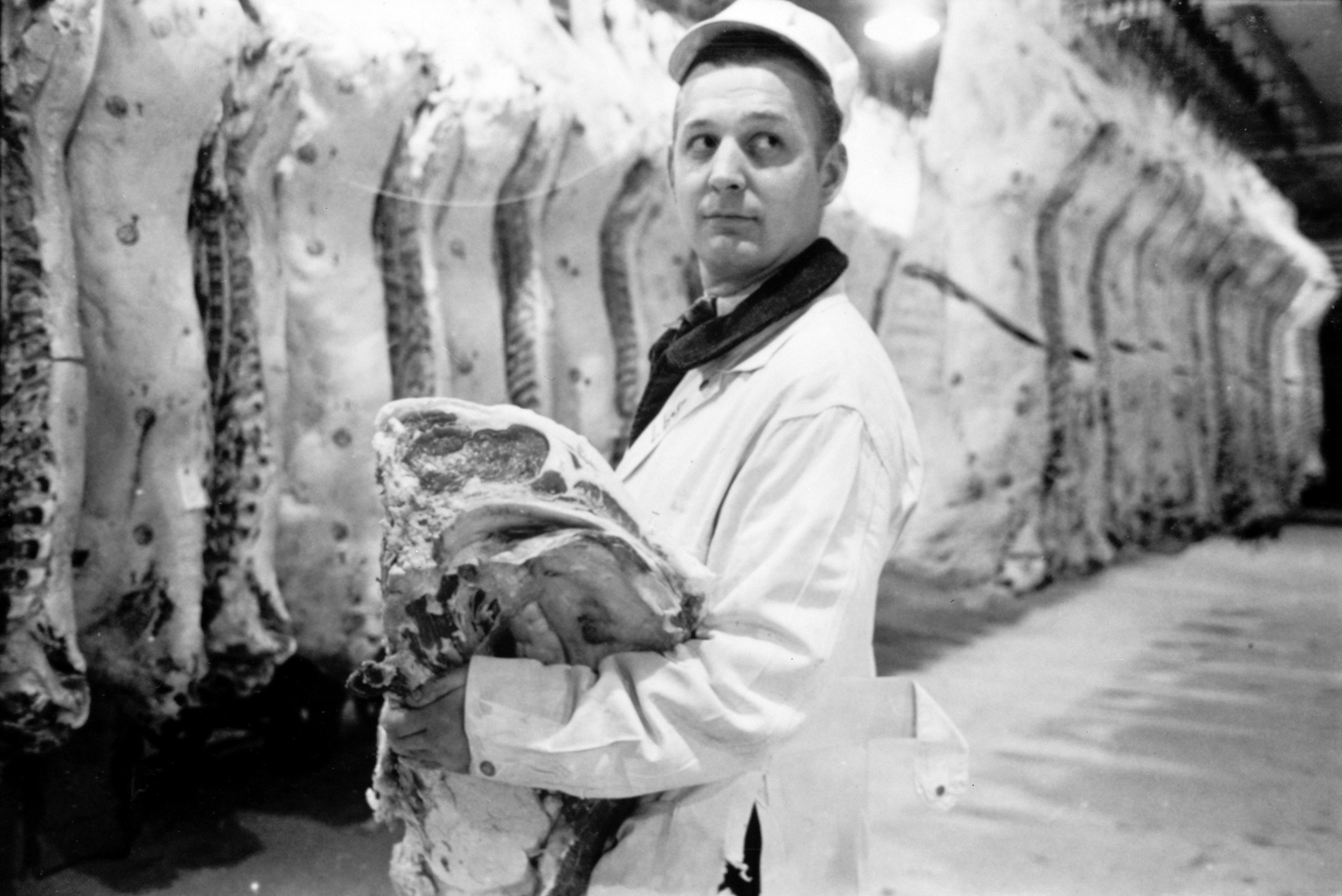
Chicago city of contrasts, 1949
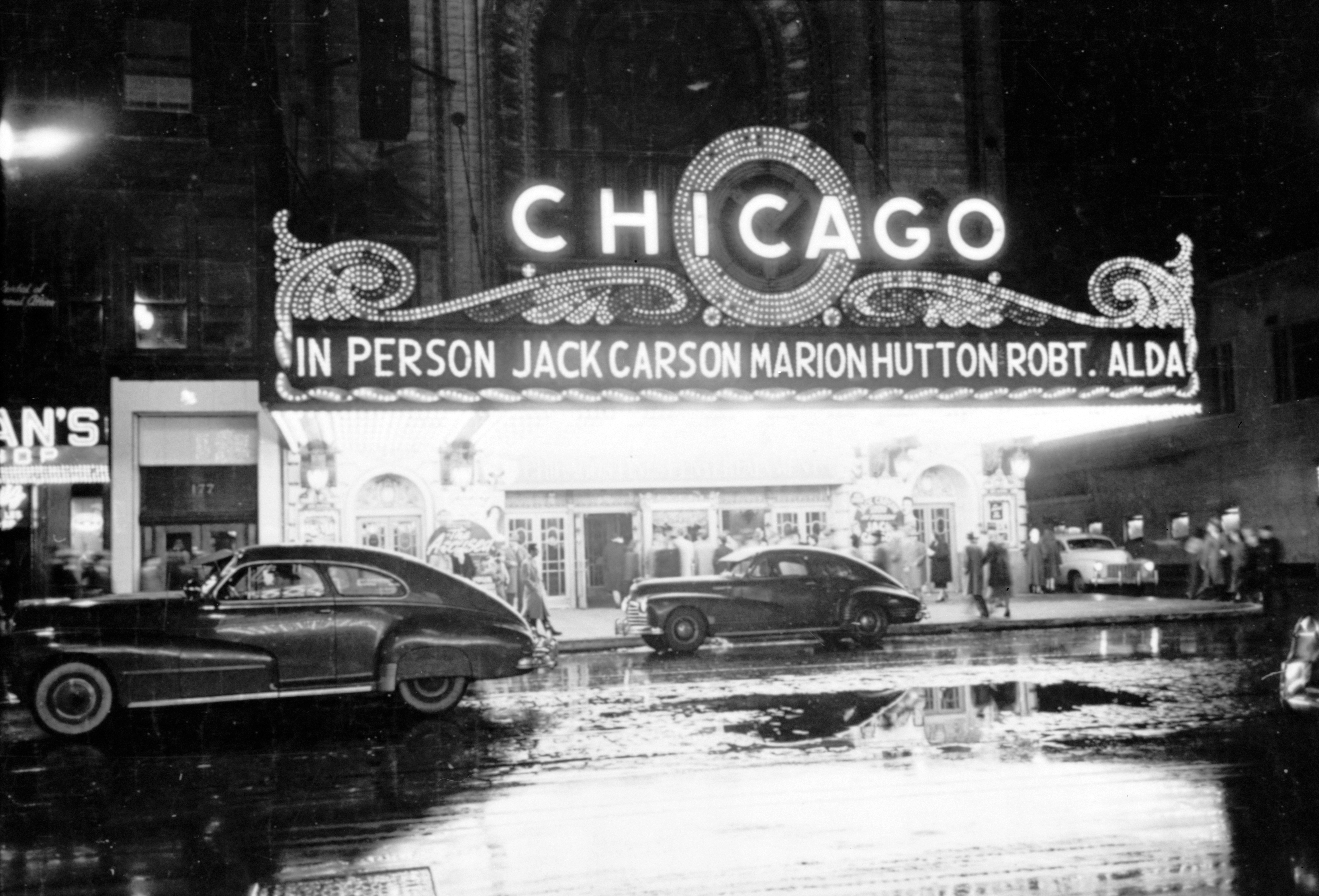
Chicago city of contrasts, 1949
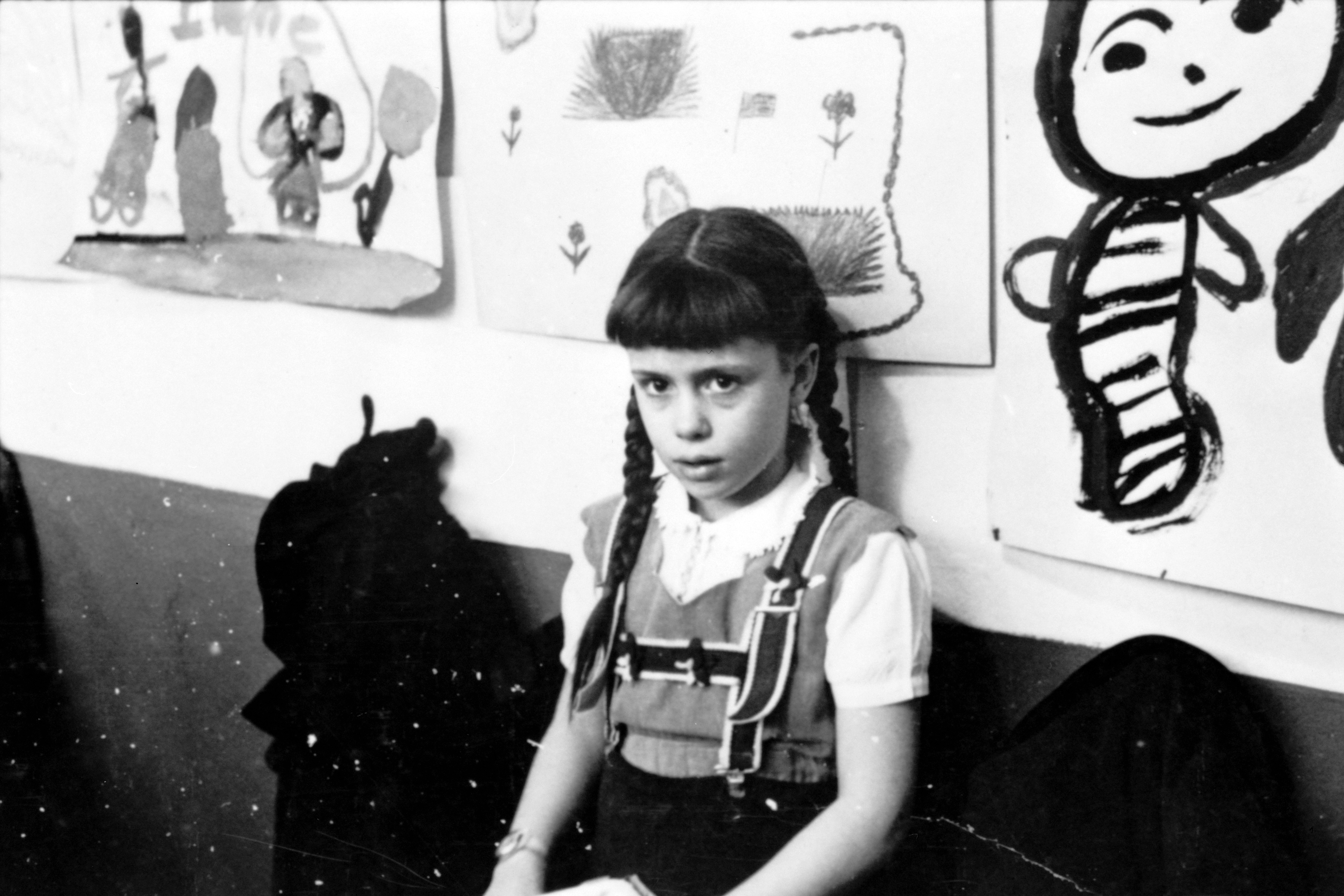
Chicago city of contrasts, 1949
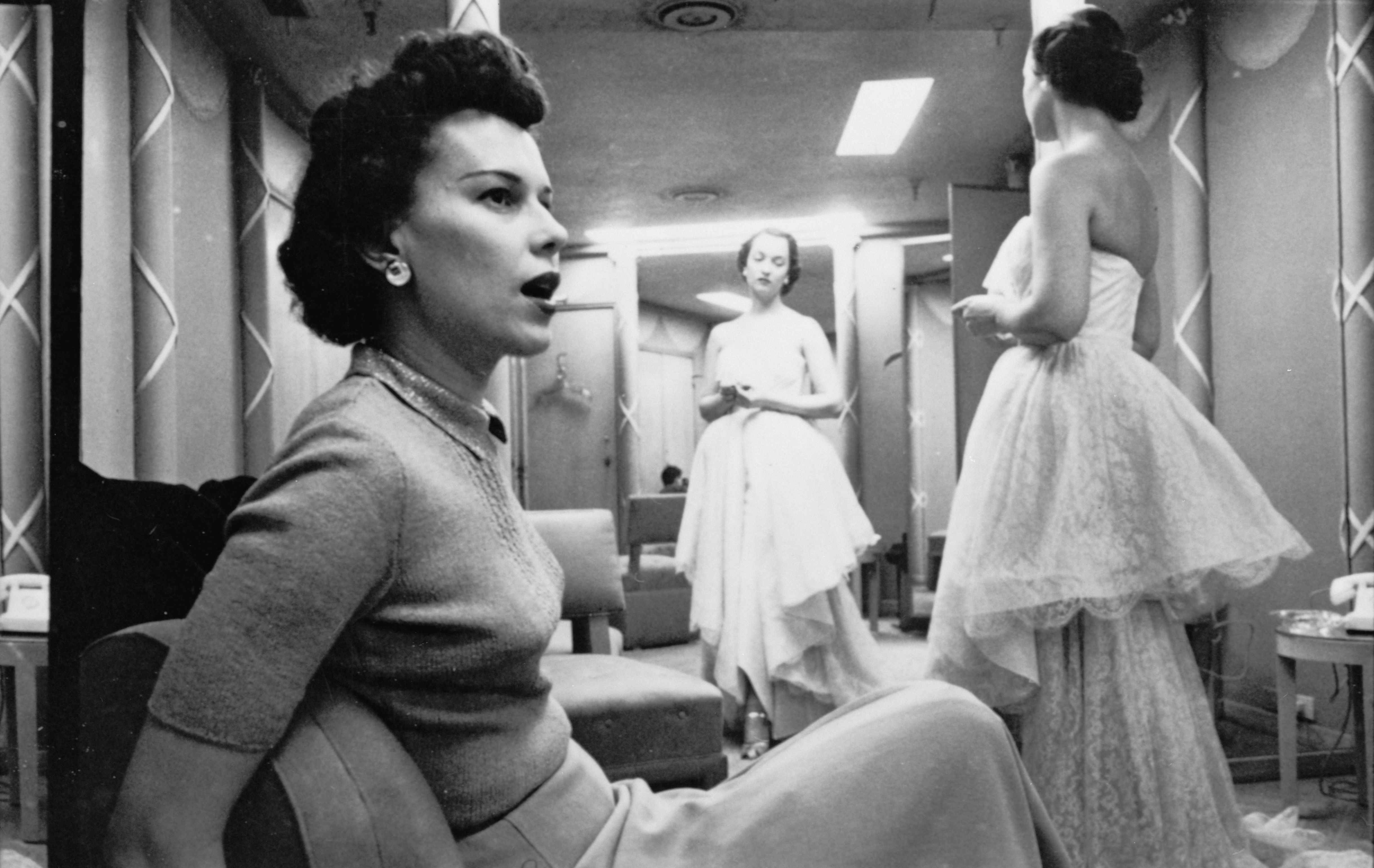
Chicago city of contrasts, 1949
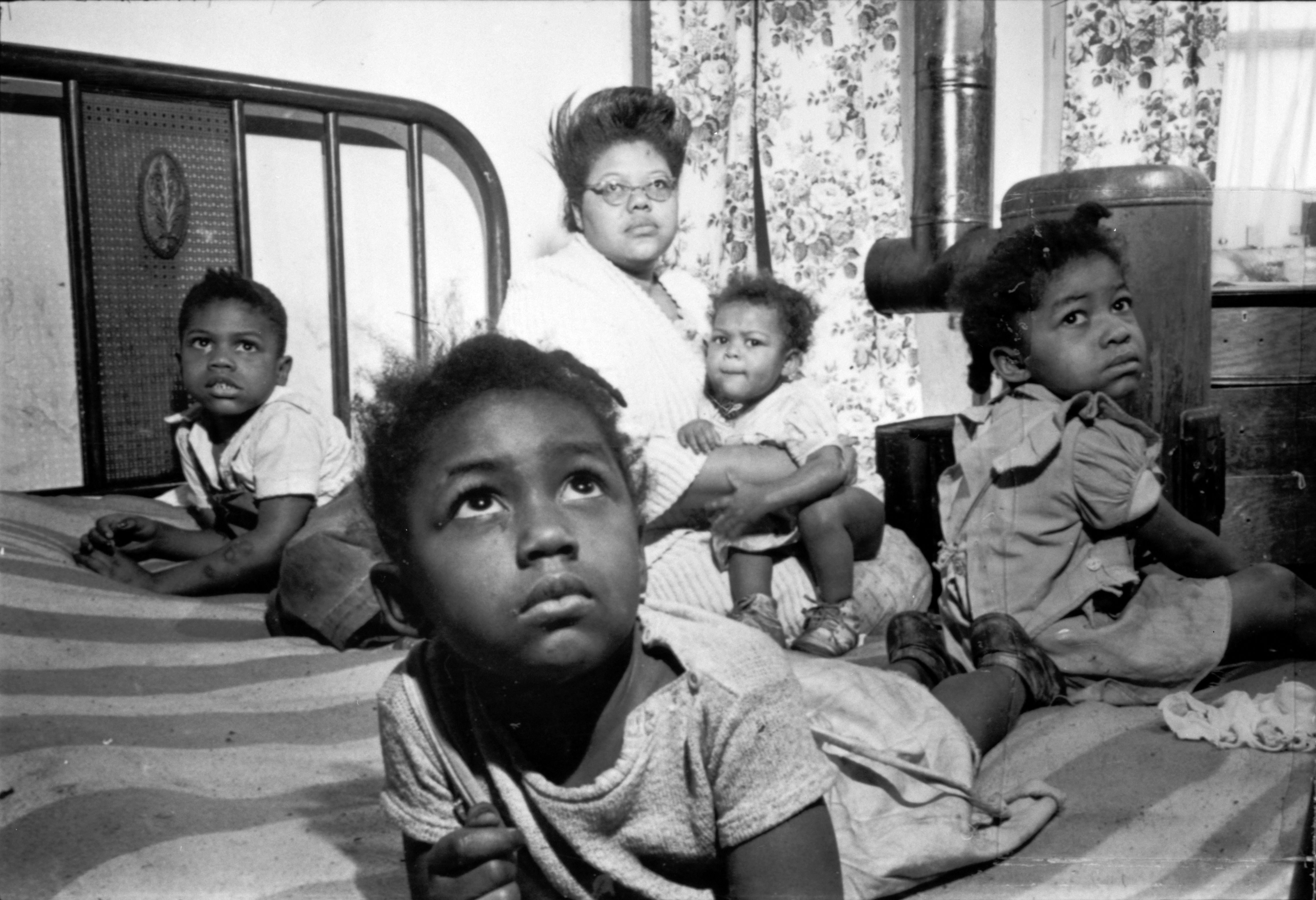
Africká žena s dětmi v posteli, 1949

Fotografie pro Look od dalších autorů

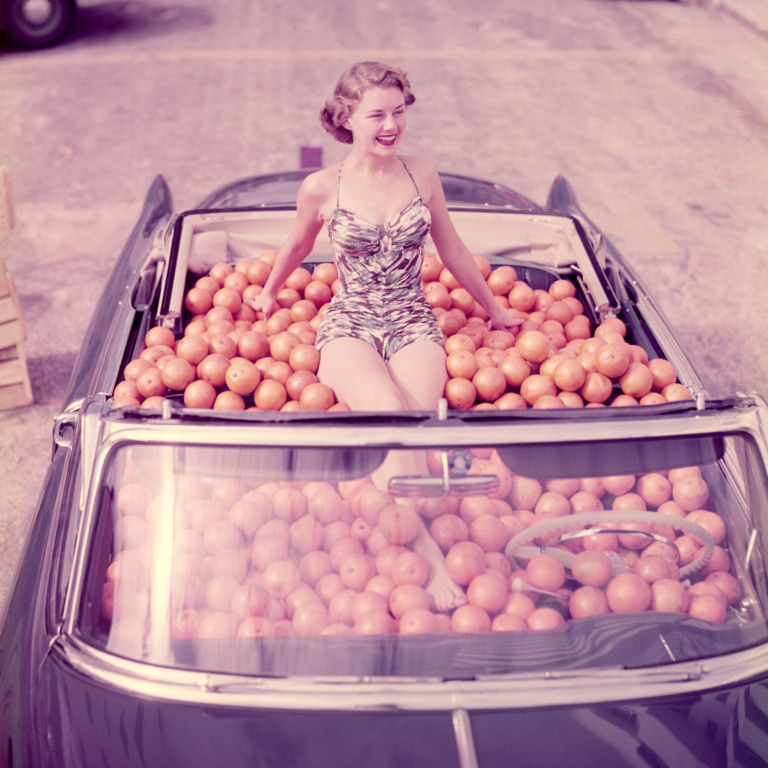
Dívka v automobilu plném pomerančů, Miami's Orange Bowl game, foto: Douglas Jones
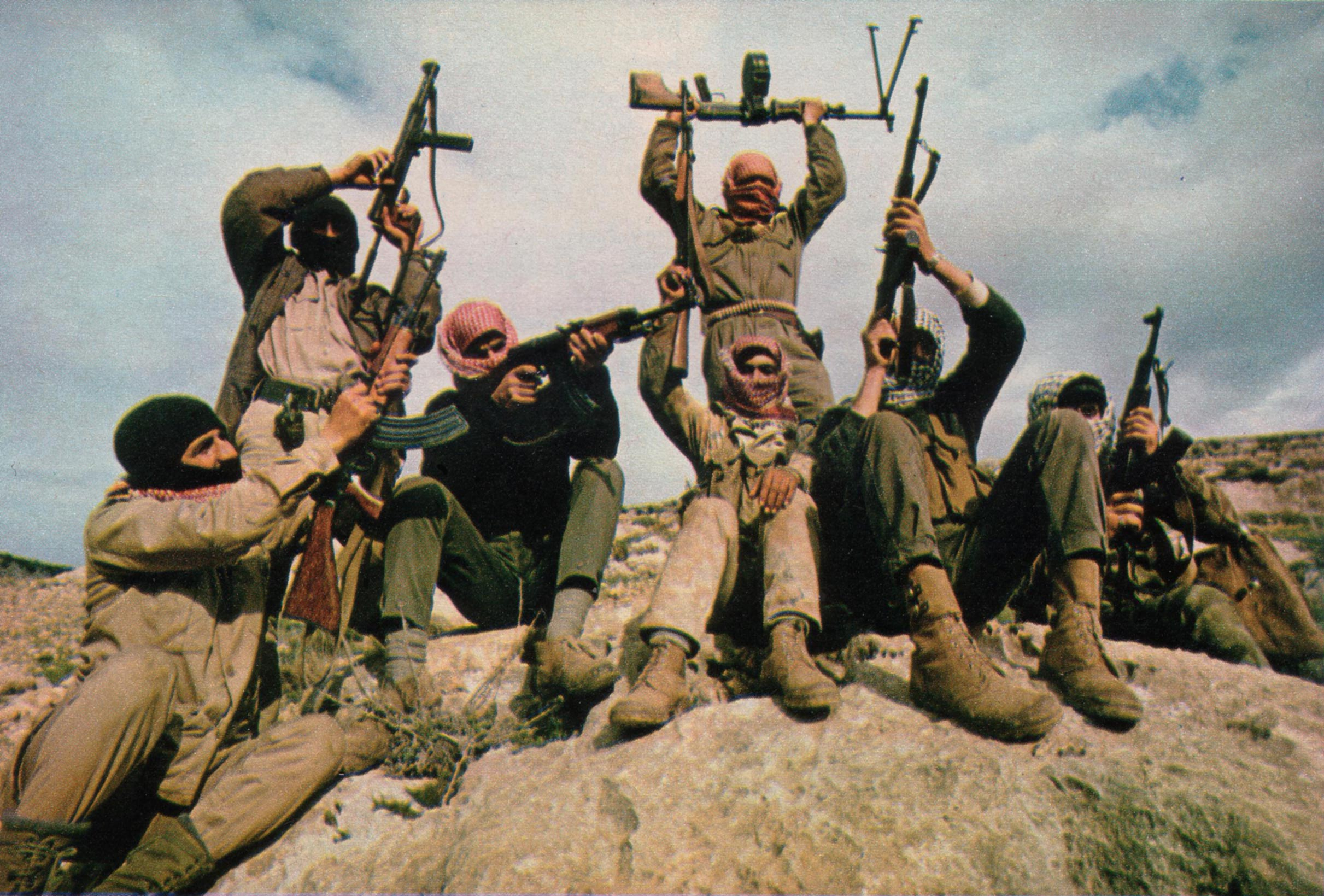
Skupina příslušníků Lidové fronty pro osvobození Palestiny v horách na východ od řeky Jordán, 1969
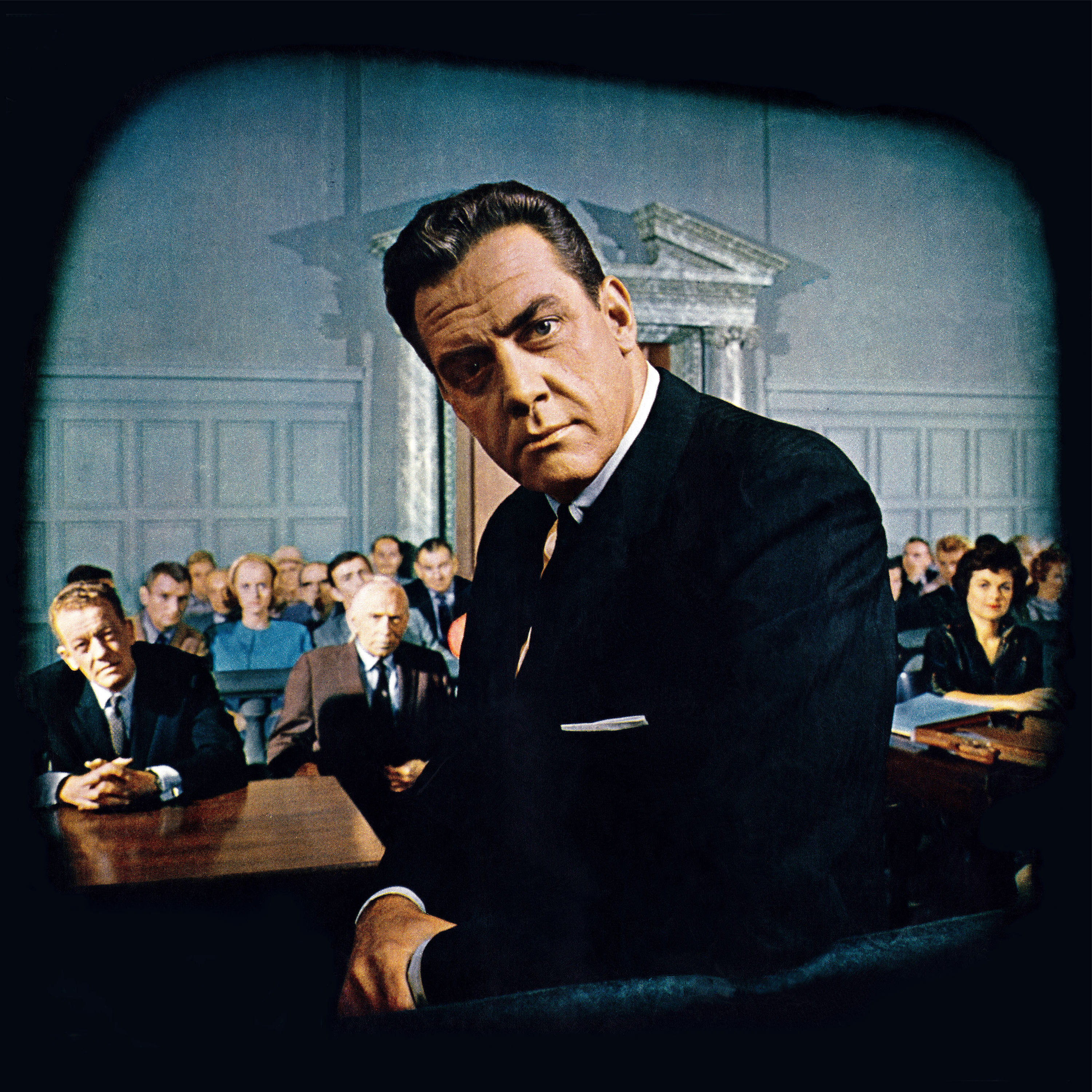
Perry Mason, 1961
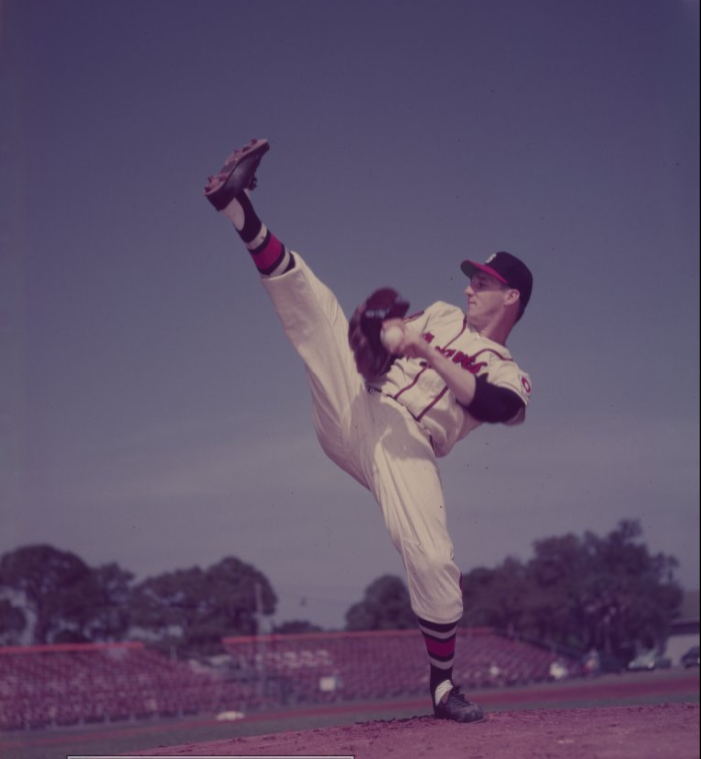
Warren Spahn Pitching transparency, 1952